# تئوری آکوستیک
تئوری آکوستیک به تفسیر ریاضی امواج صوت وابسته‌است و از دینامیک سیالات استنتاج می‌شود. 
انتشار امواج صوتی در سیال (مانند هوا) را می‌توان به وسیلهٔ معادله حرکت (پایستگی تکانه) و معادله پیوستگی (بقای جرم) مدلسازی کرد. با در نظرگرفتن پاره‌ای ساده‌سازی‌ها، به ویژه ثابت در نظر گرفتن چگالی، این معادلات به صورت زیر بیان می‌شوند:
{\displaystyle {\begin{aligned}\rho _{0}{\frac {\partial \mathbf {v} }{\partial t}}+\nabla p&=0\qquad {\text{ }}\\{\frac {\partial p}{\partial t}}+\kappa ~\nabla \cdot \mathbf {v} &=0\qquad {\text{ }}\end{aligned}}}
که این دو معادله به ترتیب بیانگر موازنه تکانه و موازنه جرم هستند. در این معادلات {\displaystyle p(\mathbf {x} ,t)} فشار آکوستیک و {\displaystyle \mathbf {v} (\mathbf {x} ,t)} بردار سرعت آکوستیکی سیال، {\displaystyle \mathbf {x} } بردار مختصات فضایی،{\displaystyle x,y,z}، و {\displaystyle t} زمان، {\displaystyle \rho _{0}} چگالی ایستایی جرم محیط و {\displaystyle \kappa } مدول بالک محیط می‌باشند. مدول بالک را می‌توان برحسب چگالی و سرعت صوت در محیط ({\displaystyle c_{0}}) به صورت زیر بیان کرد:
{\displaystyle \kappa =\rho _{0}c_{0}^{2}~.}
معادله موج آکوستیک ترکیبی از این دو دسته معادله توازن است که آن را می‌توان به صورت زیر بیان کرد:
{\displaystyle {\cfrac {\partial ^{2}\mathbf {v} }{\partial t^{2}}}-c_{0}^{2}~\nabla ^{2}\mathbf {v} =0\qquad {\text{or}}\qquad {\cfrac {\partial ^{2}p}{\partial t^{2}}}-c_{0}^{2}~\nabla ^{2}p=0}
معادله موج آکوستیک (و معادلات جرم و تکانه) معمولاً برحسب {\displaystyle \varphi } که {\displaystyle \mathbf {v} =\nabla \varphi } بیان می‌شوند. به این ترتیب، معادله موج آکوستیک را می‌توان به صورت زیر بازنویسی کرد:
{\displaystyle {\cfrac {\partial ^{2}\varphi }{\partial t^{2}}}-c_{0}^{2}~\nabla ^{2}\varphi =0}
و معادلات توازن تکانه و جرم نیز به صورت زیر بیان می‌شوند:
{\displaystyle p+\rho _{0}~{\cfrac {\partial \varphi }{\partial t}}=0~;~~\rho +{\cfrac {\rho _{0}}{c_{0}^{2}}}~{\cfrac {\partial \varphi }{\partial t}}=0~.}